# Neopanorpa flava
Neopanorpa flava är en näbbsländeart som beskrevs av Peter Esben-Petersen 1915. 
Neopanorpa flava ingår i släktet Neopanorpa och familjen skorpionsländor. Inga underarter finns listade i Catalogue of Life.